# Хлмець (притока Трнавки)
Хлмец (словац. Chlmec) — річка в Словаччині, права притока Трнавки, протікає в окрузі Требишів.
Довжина — 35.5 км. Впадає річка Чіжа.
Бере початок в масиві Солоні гори — на висоті 695 метрів.
Впадає у Трнавку біля села Земплінске Градіштє.